# Zápas na Letních olympijských hrách 1980 – muži, volný styl do 74 kg
Zápas ve volném stylu ve váhové kategorii do 74 kg probíhal na Letních olympijských hrách 1980 v Moskvě, v atletické hale CSKA Moskva. O medaile se utkalo celkem 18 zápasníků.

## Turnajové výsledky
Za prohru zápasníci získávají záporné body. 6 bodů vyřazuje zápasníka z dalších bojů. Poté, co zbývají poslední tři borci, utkají se tito ve finálovém kole o medaile.
Legenda
- TF — Lopatkové vítězství
- IN — Vítězství pro soupeřovo zranění
- DQ — Vítězství pro soupeřovu pasivitu
- D1 — Vítězství pro soupeřovu pasivitu, vítěz taktéž napomínán
- D2 — Oba zápasníci diskvalifikováni pro pasivitu
- FF — Kontumační vítězství
- DNA — Soupeř nenastoupil
- TPP — Trestné body celkem
- MPP — Trestné body za zápas

Sankce
- 0 - Lopatkové vítězství, technická převaha, pro pasivitu, zranění soupeře, nenastoupení
- 0,5 - Výhra na body, 8-11 bodů rozdíl
- 1 - Výhra na body, 1-7 bodů rozdíl
- 2 - Výhra pro pasivitu, vítěz taktéž napomínán
- 3 - Prohra na body, 1-7 body rozdíl
- 3,5 - Prohra na body, 8-11 bodů rozdílu
- 4 - Prohra lopatková, technickou převahu, pro pasivitu, zranění, nenastoupení

### Kolo 1
| TPP | MPP |                            | Score     |                         | MPP | TPP |
| --- | --- | -------------------------- | --------- | ----------------------- | --- | --- |
| 0   | 0   | Khojawahid Zahedi (AFG)    | TF / 5:39 | Bani Merje Fawaz (SYR)  | 4   | 4   |
| 3   | 3   | Reinhold Steingräber (GDR) | 8 - 14    | Rajander Singh (IND)    | 1   | 1   |
| 0   | 0   | Valentin Rajčev (BUL)      | TF / 4:20 | Bartl Brötzner (AUT)    | 4   | 4   |
| 0   | 0   | Riccardo Niccolini (ITA)   | TF / 8:46 | Marin Pîrcălabu (ROU)   | 4   | 4   |
| 4   | 4   | Isaie Tonye (CMR)          | TF / 2:09 | Džamcin Davaadžav (MGL) | 0   | 0   |
| 0   | 0   | Ryszard Ścigalski (POL)    | TF / 2:45 | Ibrahim Juma (IRQ)      | 4   | 4   |
| 0   | 0   | Pavel Pinigin (URS)        | TF / 0:52 | Rudolf Marro (SUI)      | 4   | 4   |
| 4   | 4   | Fitzloyd Walker (GBR)      | 6 - 25    | István Fehér (HUN)      | 0   | 0   |
| 1   | 1   | Dan Karabin (TCH)          | 9 - 2     | Kiro Ristov (YUG)       | 3   | 3   |

### Kolo 2
| TPP | MPP |                         | Score     |                            | MPP | TPP |
| --- | --- | ----------------------- | --------- | -------------------------- | --- | --- |
| 4   | 4   | Khojawahid Zahedi (AFG) | TF / 4:54 | Reinhold Steingräber (GDR) | 0   | 3   |
| 8   | 4   | Bani Merje Fawaz (SYR)  | TF / 0:55 | Rajander Singh (IND)       | 0   | 1   |
| 0   | 0   | Valentin Rajčev (BUL)   | TF / 7:59 | Riccardo Niccolini (ITA)   | 4   | 4   |
| 8   | 4   | Bartl Brötzner (AUT)    | TF / 8:01 | Marin Pîrcălabu (ROU)      | 0   | 4   |
| 8   | 4   | Isaie Tonye (CMR)       | TF / 1:58 | Ryszard Ścigalski (POL)    | 0   | 0   |
| 0   | 0   | Džamcin Davaadžav (MGL) | TF / 2:42 | Ibrahim Juma (IRQ)         | 4   | 8   |
| 0   | 0   | Pavel Pinigin (URS)     | TF / 1:24 | Fitzloyd Walker (GBR)      | 4   | 8   |
| 8   | 4   | Rudolf Marro (SUI)      | TF / 2:59 | Dan Karabin (TCH)          | 0   | 1   |
| 1   | 1   | István Fehér (HUN)      | 8 - 6     | Kiro Ristov (YUG)          | 3   | 6   |

### Kolo 3
| TPP | MPP |                            | Score     |                          | MPP | TPP |
| --- | --- | -------------------------- | --------- | ------------------------ | --- | --- |
| 7   | 4   | Reinhold Steingräber (GDR) | 6 - 25    | Valentin Rajčev (BUL)    | 0   | 0   |
| 4   | 3   | Rajander Singh (IND)       | 8 - 8     | Riccardo Niccolini (ITA) | 1   | 5   |
| 7   | 3   | Marin Pîrcălabu (ROU)      | 4 - 9     | Džamcin Davaadžav (MGL)  | 1   | 1   |
| 4   | 4   | Ryszard Ścigalski (POL)    | TF / 7:11 | Pavel Pinigin (URS)      | 0   | 0   |
| 5   | 4   | István Fehér (HUN)         | IN / 3:14 | Dan Karabin (TCH)        | 0   | 1   |
| 4   |     | Khojawahid Zahedi (AFG)    |           | DNA                      |     |     |

### Kolo 4
| TPP | MPP |                          | Score     |                         | MPP | TPP |
| --- | --- | ------------------------ | --------- | ----------------------- | --- | --- |
| 7   | 3   | Rajander Singh (IND)     | 8 - 12    | Valentin Rajčev (BUL)   | 1   | 1   |
| 9   | 4   | Riccardo Niccolini (ITA) | 2 - 20    | Džamcin Davaadžav (MGL) | 0   | 1   |
| 4   | 0   | Ryszard Ścigalski (POL)  | DQ / 6:48 | István Fehér (HUN)      | 4   | 9   |
| 4.5 | 3.5 | Dan Karabin (TCH)        | 1 - 11    | Pavel Pinigin (URS)     | 0.5 | 0.5 |

### Kolo 5
| TPP | MPP |                         | Score     |                         | MPP | TPP |
| --- | --- | ----------------------- | --------- | ----------------------- | --- | --- |
| 2   | 1   | Valentin Rajčev (BUL)   | 9 - 4     | Ryszard Ścigalski (POL) | 3   | 7   |
| 5   | 4   | Džamcin Davaadžav (MGL) | D2 / 7:08 | Pavel Pinigin (URS)     | 4   | 4.5 |
| 4.5 |     | Dan Karabin (TCH)       |           | Bye                     |     |     |

### Kolo 6
| TPP | MPP |                       | Score     |                         | MPP | TPP |
| --- | --- | --------------------- | --------- | ----------------------- | --- | --- |
| 7.5 | 3   | Dan Karabin (TCH)     | 5 - 6     | Džamcin Davaadžav (MGL) | 1   | 6   |
| 2   | 0   | Valentin Rajčev (BUL) | TF / 1:59 | Pavel Pinigin (URS)     | 4   | 8.5 |

### Finále
Výsledky z předchozích kol se započítávají do finále (žlutě zvýrazněno).
| TPP | MPP |                         | Score  |                         | MPP | TPP |
| --- | --- | ----------------------- | ------ | ----------------------- | --- | --- |
|     | 3   | Dan Karabin (TCH)       | 5 - 6  | Džamcin Davaadžav (MGL) | 1   |     |
| 6   | 3   | Dan Karabin (TCH)       | 6 - 10 | Valentin Rajčev (BUL)   | 1   |     |
| 4   | 3   | Džamcin Davaadžav (MGL) | 5 - 6  | Valentin Rajčev (BUL)   | 1   | 2   |

## Finálové pořadí
1. Valentin Rajčev (BUL)
2. Džamcin Davaadžav (MGL)
3. Dan Karabin (TCH)
4. Pavel Pinigin (URS)
5. Ryszard Ścigalski (POL)
6. Rajander Singh (IND)
7. István Fehér (HUN)
8. Riccardo Niccolini (ITA)